# Eupithecia albicentralis
Eupithecia albicentralis là một loài bướm đêm trong họ Geometridae.